# Мунтазар аз-Зейди
Мунтазар аз-Зейди (араб. منتظر الزيدي‎, Muntaẓar al-Zayidī; 12 января 1979, Садр-Сити) — журналист иракского радио, корреспондент в Каире. Его репортажи часто касались тяжёлого положения вдов, сирот, и детей в Иракской войне.
16 ноября 2007 года был похищен неизвестными в Багдаде. Дважды был арестован вооружёнными силами Соединённых Штатов.
14 декабря 2008 года аз-Зейди бросил свои ботинки в американского президента Джорджа Буша во время пресс-конференции в Багдаде. Позже он был арестован и приговорён судом к 3 годам тюрьмы (после рассмотрения апелляций адвокатов срок был сокращён до 1 года), отсидев в тюрьме 9 месяцев, вышел на свободу. Инцидент привлёк международное внимание.

## Биография
Родился в пригороде Багдада Мадинат-эс-Садр (в то время Саддам-сити). Получил высшее образование со степенью в области журналистики в Багдадском университете. Он начал работать как корреспондент на телевидении Аль-Багдадия в 2005 году. Стал международно известен после похищения его неизвестными в 2007 году, был дважды арестован вооружёнными силами США. 18 ноября организация Reporters Without Borders «выразила глубокую озабоченность» в связи с заключением под стражу аз-Зейди. Жил в двухкомнатной квартире в центре Багдада. Шиит, не состоит в браке.
Его начальник в египетской телестанции, описывает аз-Зейди как «гордого араба и непредубеждённого человека». Он добавил, «у него нет никаких связей с прежним режимом. Его семья была арестована во время режима Саддама».
Был выдвинут в Иракский парламент на выборах 2018 года.

## Инцидент с бросанием ботинок
Во время совместной пресс-конференции Дж. Буша и Премьер-министра Ирака Нури Малики 14 декабря 2008 года, находящийся в третьем ряду Мунтазар аз-Зейди, аккредитованный на конференцию с участием президента США, внезапно поднялся со своего места и со словами «Это подарок от иракцев. Это прощальный поцелуй, ты — собака», кинул в президента США ботинком, потом журналист нагнулся, взял второй ботинок и кинул его также. Только после этого на журналиста накинулась охрана президента США и нейтрализовала его, немедленно уведя из зала, где проходила пресс-конференция. Буш не пострадал, так как увернулся от обоих ботинков, однако пострадала пресс-секретарь Буша — Дана Перино, которую в сумятице ударили микрофоном в глаз. 12 марта 2009 года его приговорили к трём годам заключения; в апреле 2009 года после рассмотрения апелляции адвокатов аль-Зейди суд сократил срок заключения до одного года. После отбывания части срока, в конце августа за хорошее поведение срок заключения было решено уменьшить ещё на три месяца. 11 сентября 2009 года Мунтазар вышел на свободу.
Инцидент с метанием ботинок вызвал ряд подражаний в различных странах (Россия, Великобритания, Украина, Сербия). 1 декабря 2009 года аз-Зейди сам стал жертвой ботинкометания. Во время пресс-конференции в Париже, посвящённой войне в Ираке, один из журналистов (по некоторым данным, иракец) бросил в него ботинок с криком «Ирак — не оккупированная страна» (по другой версии — «Вот тебе ещё ботинок»). Как и Бушу, аз-Зейди удалось увернуться от башмака.

## Организатор протеста против правительства
Организовал протест 25 февраля 2011 года против Нури аль-Малики, арестован солдатами накануне 24 февраля.